# Хуанбо Сиюнь
Хуанбо́ Сию́нь (кит. трад. 黃蘗希運, упр. 黄檗希运, пиньинь Huángbò Xīyùn, яп. 黄檗希運, Обаку Киун, ? — 850) — великий китайский мастер чань и учитель Линьцзи Исюаня, предтеча китайской школы линьцзи-чань и происходящей от неё японской риндзай-дзэн.

## Биография
Хуанбо Сиюнь ещё в юности ушёл из семьи и отправился в монастырь на горе Хуанбо. Затем он странствовал по разным монастырям Китая и учился у различных мастеров. Его основным учителем, от которого он получил передачу Дхармы, стал мастер Байчжан Хуайхай, но он также учился у таких мастеров, как Наставник Государства Наньян Хуэйчжун и, возможно, у другого, помимо Байчжана, ученика Мац-зу по имени Наньцюань Пуюань. Сведения о Хуанбо содержатся в книге «Линь цзи лу» («Записи бесед чаньского наставника Линь цзи». На русский язык переводилась в 1983 Н. Абаевым и в 1993 И. Гуревич). Линь цзи был учеником Хуанбо.

## Философия
Учение Хуанбо Сиюня о Духе содержит достаточно выразительную и простую формулировку сути учения дзэн. Оно должно вести ученика к интуитивному, непосредственному познанию истины, без промежуточного подключения на этом пути рационального мышления и случайных ощущений. Сохранившийся до наших дней текст Хуанбошань дуанцзи ханьши чуаньсин фаяо (黃檗山斷際禪師傳心法要), написанный чиновником и учёным Пэй Сю (797—870), руководившим также и строительством последнего монастыря Хуанбо Сиюня, состоит из поучений мастера, его диалогов с учениками, и анекдотов. Это сочинение считается удавшейся попыткой изложить учение о Духе, не подпадающем ни под какие словесные определения.

## Дань памяти
Имя Хуанбо Сиюня и название его храма Ванфу-сы носят в Японии школа дзэн Обаку и её главный храм Мампуку-дзи. Строителем храма Мампуку был китайский монах Иньюань Лунци (яп. Инген Рюки), который поставил в XVII веке перед собой задачу реформировать японский дзэн. Чтобы поднять авторитет своего начинания, Иньюань Лунци дал новой школе имя великого китайского учёного.
В современной Японии учение Обаку сохраняется, как и двух других школ дзэн — Сото-сю и Риндзай. Метод обучения школы Обаку — коан (как и у Риндзай), с добавлением отдельных элементов Амида-буддизма и медитации на именах Будды.